# Al Perkins
Al Perkins (De Kalb, 18 gennaio 1944) è un chitarrista statunitense noto per aver militato in band quali Manassas e Flying Burrito Brothers.

## Biografia
Al Perkins è nato e cresciuto in Texas e ha imparato a suonare la chitarra d'acciaio hawaiana all'età di 9 anni. Negli anni '50 Perkins era considerato un bambino prodigio, suonava con band regionali e occidentali, apparendo in TV/radio e vincendo numerosi concorsi dedicati ai talenti.
Nel 1970, Perkins si unì alla band rock country del Texas Shiloh, e si trasferì in California. La band includeva Don Henley e il futuro produttore discografico Jim Ed Norman. Perkins entrò quindi a far parte dei Flying Burrito Brothers a partire dal 1971.
Sempre nello stesso anno, Perkins, insieme a Chris Hillman, anche lui ex Flying Burrito Brothers, si unì ai Manassas, supergruppo fondato da Stephen Stills, la cui produzione conteneva influenze rock latino, country rock, e folk rock.
Nel 1977, Perkins decise di passare alla produzione discografica, dopo aver concluso un tour con Michael Nesmith. Come session player, Perkins ha contribuito a molti album importanti, tra cui On the Border degli Eagles.
Continuando il suo lavoro di produzione negli anni '80, Perkins si è unito alla band di Dolly Parton nel 1986, girando e registrando con lei per diversi anni prima di trasferirsi a Nashville.
Negli anni novanta ha suonato la chitarra in due album del cantante cristiano Don Francisco: Holiness e One Heart at a Time.
Altri artisti per cui ha suonato sono: James Taylor, Bob Dylan, Tori Amos, Garth Brooks, Dwight Yoakam, Dan Fogelberg, Joe Walsh, Solomon Burke, Cher, Randy Newman, Rita Coolidge, Michael Martin Murphey, Jim Lauderdale.
Nel 2002 ha pubblicato una raccolta di outtakes in studio e registrazioni rare. Snapshots presenta registrazioni dei Nash Ramblers e dei Flying Burrito Brothers, tra gli altri. Questo è stato seguito nel 2003 da Triple Play, il secondo album da solista di Perkins, che rivela influenze bluegrass, gospel e cajun.

## Discografia

### Solista
- 1997 - Snapshots
- 2004 - Triple Play
- 2005 - Smoky Mountain Christmas

### Con i Flying Burrito Brothers
- The Gilded Palace of Sin (1969)
- Burrito Deluxe (1970)
- The Flying Burrito Bros (1971)
- Flying Again (1975)
- Airborne (1976)

### Con i Manassas
- 1972 - Manassas
- 1973 - Down the Road